# SNVI TC 260
 (juin 2018).
Le SNVI TC 260 est un camion et un tracteur de semi-remorque lourd fabriqué par le constructeur algérien SNVI en deux versions civile et militaire , ce dernier et conçu sur la plateforme  SNVI C260 ,proprement dit la version tracteur routier du camion de chantier C260 .
Il est motorisé par un 8 cylindres en V KHD Deutz F8L413 F de 256 chevaux.

## Les différentes versions du SNVI TC 260
- TC 260 4x2
- TC 260 4x2 avec remorque